# Karl Nylund

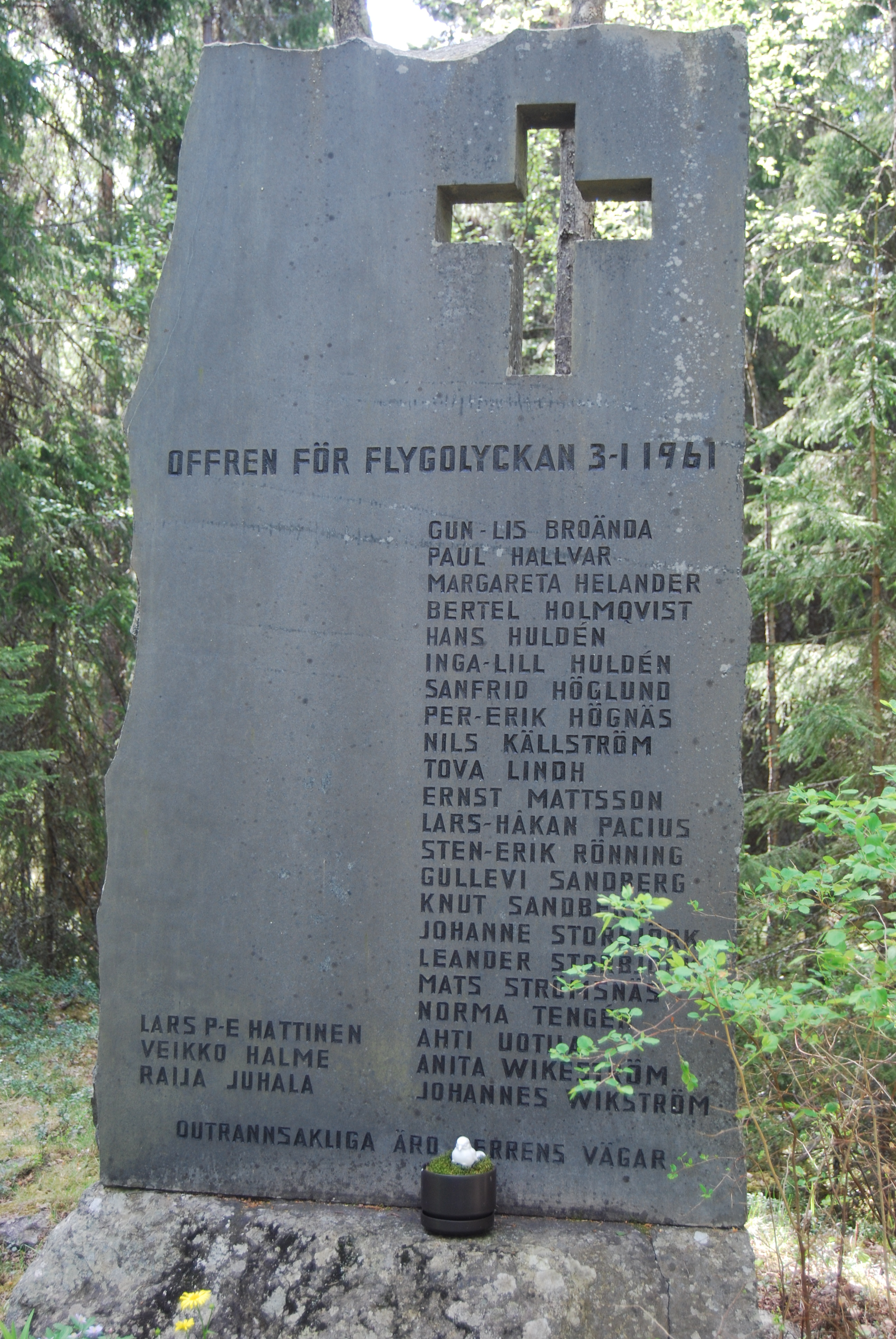
Minnesmärke i Kvevlax.

Torsten Karl Gustav Nylund, född 19 februari 1925 i Karleby, död där 26 augusti 1977, var en finländsk skulptör. 
Nylund studerade 1947 konsthistoria och arbetade vid Helsingfors universitets ritsal och 1948 under Kalervo Kallios ledning; ställde ut första gången 1949. Han blev känd för sina gravmonument och -reliefer, porträttskulpturer (bland andra Heimo Haitto och Konsta Jylhä) och medaljer. Människan är huvudtemat i Nylunds konst, men också djurskulpturen intresserade honom tidigt. På 1960-talet prövade han även på abstrakt skulptur. 
Offentliga arbeten av Nylund är bland annat ett minnesmärke över offren för flygolyckan i Kvevlax (1962), en fontänskulptur i Karleby (Sälfamilj i planteringen vid stadshuset, 1970) och ett annat verk i Karleby (Svallvåg i Västra parken, 1973) samt alster på Hotell Hospiz i Helsingfors (1970) och Hotell Milton i Karleby (1971). 
Nylund var 1949–1953 sekreterare för Karleby bildkonstförening och 1954–1970 ordförande; utsågs 1974 till hedersledamot. Åren 1953–1970 verkade han som ordförande för Karleby bildkonstnärer. Han undervisade som teckningslärare i läroverk samt i arbetar- och medborgarinstitut 1951–1956 och ledde ett stenhuggeri 1958–1964.